# THE IDOLM@STER SideM NEW STAGE EPISODE
『THE IDOLM@STER SideM NEW STAGE EPISODE』（アイドルマスター サイドエム ニューステージエピソード）は、2020年10月7日よりランティス（バンダイナムコアーツ）からリリースされているCDシリーズ。

## 概要
『アイドルマスター SideM』のキャラクターソングCDシリーズ。315プロダクションに所属する15のユニットによるボイスドラマと、新曲1曲のユニットの楽曲とシリーズの共通曲を収録したもので、同時にリリースされる2つのユニットが相互にゲスト出演する仕組み。ただし13・14・15のみ、S.E.Mは14に、彩は15に、F-LAGSは13にゲスト出演という変則的な形となる。

## 01 もふもふえん
2020年10月7日発売。
収録曲
歌：もふもふえん
1. ドラマ「イメージキャラクターに選ばれた!?」
出演：岡村直央（矢野奨吾）、橘志狼（古畑恵介）、姫野かのん（村瀬歩）、大河タケル（寺島惇太）、円城寺道流（濱野大輝）、牙崎漣（小松昌平）、撮影監督（前田弘喜）
2. ドラマ「おもちゃがいっぱい」
3. ドラマ「作戦会議だ！」
4. わんだー×まーちんぐ！
作詞：真崎エリカ、作曲・編曲：大熊淳生（Arte Refact）
5. NEXT STAGE!（もふもふえん Ver.）
作詞：柿埜嘉奈子、作曲・編曲：EFFY

## 02 THE 虎牙道
2020年10月7日発売。
収録曲
歌：THE 虎牙道
1. ドラマ「新たなる挑戦」
出演：大河タケル（寺島惇太）、円城寺道流（濱野大輝）、牙崎漣（小松昌平）、岡村直央（矢野奨吾）、橘志狼（古畑恵介）、姫野かのん（村瀬歩）、音声・司会（前田弘喜）
2. ドラマ「強さを求めて」
3. ドラマ「俺たちの応援歌」
4. Hungry?
作詞：結城アイラ、作曲・編曲：大西克巳
5. NEXT STAGE!（THE 虎牙道 Ver.）

## 03 Jupiter
2020年11月4日発売。
収録曲
歌：Jupiter
1. ドラマ「MCに抜擢！」
出演：天ヶ瀬冬馬（寺島拓篤）、御手洗翔太（松岡禎丞）、伊集院北斗（神原大地）、神谷幸広（狩野翔）、東雲荘一郎（天﨑滉平）、アスラン＝ベルゼビュートII世（古川慎）、卯月巻緒（児玉卓也）、水嶋咲（小林大紀）、吉田P・スタッフ（山口令悟）
2. ドラマ「お仕事研究〜甘い香りと共に」
3. ドラマ「ピンチをチャンスに」
4. Radiant Letter
作詞：真崎エリカ、作曲・編曲：佐々木裕
5. NEXT STAGE!（Jupiter Ver.）

## 04 Café Parade
2020年11月4日発売。
収録曲
歌：Café Parade
1. ドラマ「テレビで出張開店！」
出演：神谷幸広（狩野翔）、東雲荘一郎（天﨑滉平）、アスラン＝ベルゼビュートII世（古川慎）、卯月巻緒（児玉卓也）、水嶋咲（小林大紀）、天ヶ瀬冬馬（寺島拓篤）、御手洗翔太（松岡禎丞）、伊集院北斗（神原大地）
2. ドラマ「幸せを届けるレシピ」
3. ドラマ「ビアンヴェニュー・カフェパレード」
4. Delicious Delivery
作詞：松井洋平、作曲・編曲：三好啓太
5. NEXT STAGE!（Café Parade Ver.）

## 05 Beit
2020年12月2日発売。
収録曲
歌：Beit
1. ドラマ「魔法の道具を探しに」
出演：鷹城恭二（梅原裕一郎）、ピエール（堀江瞬）、渡辺みのり（高塚智人）、紅井朱雀（益山武明）、黒野玄武（深町寿成）
2. ドラマ「コンセプトはラグジュアリー」
3. ドラマ「毎日を彩る魔法」
4. Secret Ornament
作詞：真崎エリカ、作曲：茨木わたる（MYSTICAL NIGHT）、編曲：椿山日南子（Dream Monster）
5. NEXT STAGE!（Beit Ver.）

## 06 神速一魂
2020年12月2日発売。
収録曲
歌：神速一魂
1. ドラマ「掃除なら任せとけ！」
出演：紅井朱雀（益山武明）、黒野玄武（深町寿成）、鷹城恭二（梅原裕一郎）、ピエール（堀江瞬）、渡辺みのり（高塚智人）、お婆さん・猫（所河ひとみ）
2. ドラマ「俺たちらしさって何だ？」
3. ドラマ「通じあう心」
4. 喜怒哀楽万国共通-Burn it up!-
作詞：結城アイラ、作曲・編曲：河田貴央
5. NEXT STAGE!（神速一魂 Ver.）

## 07 Altessimo
2021年1月6日発売。
収録曲
歌：Altessimo
1. ドラマ「時を経て出会う音」
出演：都築圭（土岐隼一）、神楽麗（永野由祐）、伊瀬谷四季（野上翔）、秋山隼人（千葉翔也）、若里春名（白井悠介）、冬美旬（永塚拓馬）、榊夏来（渡辺紘）
2. ドラマ「その音に寄り添って」
3. ドラマ「天上に奏でる音楽」
4. Attacca Scenery
作詞：真崎エリカ、作曲・編曲：本多友紀（Arte Refact）
5. NEXT STAGE!（Altessimo Ver.）

## 08 High×Joker
2021年1月6日発売。
収録曲
歌：High×Joker
1. ドラマ「俺たちがテーマソング!?」
出演：伊瀬谷四季（野上翔）、秋山隼人（千葉翔也）、若里春名（白井悠介）、冬美旬（永塚拓馬）、榊夏来（渡辺紘）、都築圭（土岐隼一）、神楽麗（永野由祐）、遊園地係員（杉山里穂）
2. ドラマ「最高・最恐に挑戦！」
3. ドラマ「ハッピーをあなたに」
4. Smiles In Wonderland!
作詞：結城アイラ、作曲・編曲：青海佑樹
5. NEXT STAGE!（High×Joker Ver.）

## 09 W
2021年2月3日発売。
収録曲
歌：W
1. ドラマ「最強の双子に任せて！」
出演：蒼井享介（山谷祥生）、蒼井悠介（菊池勇成）、葛之葉雨彦（笠間淳）、北村想楽（汐谷文康）、古論クリス（駒田航）
2. ドラマ「マリンスポーツを取材！」
3. ドラマ「エールを送るよ」
4. YELL OF DELIGHT
作詞：結城アイラ、作曲・編曲：アッシュ井上（Dream Monster）
5. NEXT STAGE!（W Ver.）

## 10 Legenders
2021年2月3日発売。
収録曲
歌：Legenders
1. ドラマ「町の片隅に眠る記憶」
出演：葛之葉雨彦（笠間淳）、北村想楽（汐谷文康）、古論クリス（駒田航）、都築圭（土岐隼一）、神楽麗（永野由祐）、店員のおじさん（佐々健太）
2. ドラマ「月に遠い故郷を重ねて」
3. ドラマ「先達に学び築く歴史」
4. FOCUS ON YOUR LIFE
作詞：松井洋平、作曲：Wiggy、編曲：石倉誉之
5. NEXT STAGE!（Legenders Ver.）

## 11 FRAME
2021年3月3日発売。
収録曲
歌：FRAME
1. ドラマ「動物たちとのふれあい体験」
出演：握野英雄（熊谷健太郎）、木村龍（濱健人）、信玄誠司（増元拓也）、天道輝（仲村宗悟）、桜庭薫（内田雄馬）、柏木翼（八代拓）、ドッグカフェ店員（渡部紗弓）
2. ドラマ「バディを見つけに行こう！」
3. ドラマ「ハート&ライフ」
4. リビングアイズヒーロー
作詞：真崎エリカ、作曲・編曲：陶山隼　
5. NEXT STAGE!（FRAME Ver.）

## 12 DRAMATIC STARS
2021年3月3日発売。
収録曲
歌：DRAMATIC STARS
1. ドラマ「俺たちが主演！」
出演：天道輝（仲村宗悟）、桜庭薫（内田雄馬）、柏木翼（八代拓）、握野英雄（熊谷健太郎）、木村龍（濱健人）、信玄誠司（増元拓也）、白沢あかり監督（江越彬紀）、綾小路（坂田将吾）、白鳥（白石兼斗）、豪徳寺（田邊幸輔）、リポーター（渡部紗弓）
2. ドラマ「カッコイイ市場を大調査」
3. ドラマ「ASAP～いよいよ放映開始」
4. GOOD NEW MORNING
作詞：松井洋平、作曲：塚田耕平（Dream Monster）、編曲：椿山日南子（Dream Monster）
5. NEXT STAGE!（DRAMATIC STARS Ver.）

## 13 S.E.M
2021年4月7日発売。
収録曲
歌：S.E.M
1. ドラマ「宣伝ビデオ撮影！」
出演：硲道夫（伊東健人）、舞田類（榎木淳弥）、山下次郎（中島ヨシキ）、秋月涼（三瓶由布子）、兜大吾（浦尾岳大）、九十九一希（比留間俊哉）、長女（藤原夏海）、次女（南真由）、三女（篠原侑）
2. ドラマ「Childrenが喜ぶ遊びを考えよう」
3. ドラマ「すくすくS.E.M曜日」
4. Happy's Birthday
作詞：松井洋平、作曲：本多友紀（Arte Refact）、編曲：脇眞富（Arte Refact）
5. NEXT STAGE!（S.E.M Ver.）

## 14 彩
2021年4月7日発売。
収録曲
歌：彩
1. ドラマ「着物ぷろもぉしょん！」
出演：猫柳キリオ（山下大輝）、華村翔真（バレッタ裕）、清澄九郎（中田祐矢）、硲道夫（伊東健人）、舞田類（榎木淳弥）、山下次郎（中島ヨシキ）、メイド（藤原夏海）、宮尾一太郎社長（中野泰佑）、社員（石狩勇気）
2. ドラマ「文化を継ぐお手伝い」
3. ドラマ「人生を彩る装い」
4. 装 -So Beautiful-
作詞：松井洋平、作曲・編曲：桑原佑介
5. NEXT STAGE!（彩 Ver.）

## 15 F-LAGS
2021年4月7日発売。
収録曲
歌：F-LAGS
1. ドラマ「旅行会社のイメージキャラクター！」
出演：秋月涼（三瓶由布子）、兜大吾（浦尾岳大）、九十九一希（比留間俊哉）、猫柳キリオ（山下大輝）、華村翔真（バレッタ裕）、清澄九郎（中田祐矢）、落語家（石狩勇気）、空港スタッフ（南真由）
2. ドラマ「旅のときめきを体験」
3. ドラマ「一歩を踏み出す勇気」
4. Hope's Journey
作詞：結城アイラ、作曲：Haggy Rock、編曲：佐藤厚仁（Dream Monster）
5. NEXT STAGE!（F-LAGS Ver.）

### ユニットメンバー
1. 1 2 3  岡村直央（矢野奨吾）、橘志狼（古畑恵介）、姫野かのん（村瀬歩）
2. 1 2 3  大河タケル（寺島惇太）、円城寺道流（濱野大輝）、牙崎漣（小松昌平）
3. 1 2 3  天ヶ瀬冬馬（寺島拓篤）、御手洗翔太（松岡禎丞）、伊集院北斗（神原大地）
4. 1 2 3  神谷幸広（狩野翔）、東雲荘一郎（天﨑滉平）、アスラン＝ベルゼビュートII世（古川慎）、卯月巻緒（児玉卓也）、水嶋咲（小林大紀）
5. 1 2 3  鷹城恭二（梅原裕一郎）、ピエール（堀江瞬）、渡辺みのり（高塚智人）
6. 1 2 3  紅井朱雀（益山武明）、黒野玄武（深町寿成）
7. 1 2 3  都築圭（土岐隼一）、神楽麗（永野由祐）
8. 1 2 3  伊瀬谷四季（野上翔）、秋山隼人（千葉翔也）、若里春名（白井悠介）、冬美旬（永塚拓馬）、榊夏来（渡辺紘）
9. 1 2 3  蒼井享介（山谷祥生）、蒼井悠介（菊池勇成）
10. 1 2 3  葛之葉雨彦（笠間淳）、北村想楽（汐谷文康）、古論クリス（駒田航）
11. 1 2 3  握野英雄（熊谷健太郎）、木村龍（濱健人）、信玄誠司（増元拓也）
12. 1 2 3  天道輝（仲村宗悟）、桜庭薫（内田雄馬）、柏木翼（八代拓）
13. 1 2 3  硲道夫（伊東健人）、舞田類（榎木淳弥）、山下次郎（中島ヨシキ）
14. 1 2 3  猫柳キリオ（山下大輝）、華村翔真（バレッタ裕）、清澄九郎（中田祐矢）
15. 1 2 3  秋月涼（三瓶由布子）、兜大吾（浦尾岳大）、九十九一希（比留間俊哉）